# Algebra událostí
Algebra událostí, jevové pole nebo jevový prostor je systém podmnožin prostoru elementárních jevů {\displaystyle \Omega }.
Zatímco prostor elementárních jevů {\displaystyle \Omega } obsahuje pouze elementární jevy, jevový prostor {\displaystyle {\mathcal {F}}} může obsahovat i jevy složené, jako je například „sudá“ v ruletě. Z matematického pohledu se musí jednat o {\displaystyle \sigma }-algebru obsahující právě ty jevy, jejichž pravděpodobnosti jsou známé nebo vypočitatelné, z praktického pohledu jevy, které dovedeme rozlišit. Obsahuje mimo jiné i jev nemožný ({\displaystyle \emptyset }) a jev jistý (celé {\displaystyle \Omega }).